# Seketeng
Seketeng is een bestuurslaag in het regentschap Sumbawa van de provincie West-Nusa Tenggara, Indonesië. Seketeng telt 10.692 inwoners (volkstelling 2010).